# Waterboy – Der Typ mit dem Wasserschaden
Waterboy – Der Typ mit dem Wasserschaden (Originaltitel: The Waterboy) ist eine Filmkomödie aus dem Jahr 1998 von Regisseur Frank Coraci mit Adam Sandler in der Hauptrolle.

## Handlung
Robert Boucher, genannt Bobby, lebt alleine mit seiner Mutter in Jackson’s Bayou, einem Sumpfgebiet in Louisiana. Er ist 31 Jahre alt und da ihn seine Mutter am liebsten bei sich hat und Kontakte – insbesondere zu Frauen – unterbindet, fehlt ihm die soziale Kompetenz im Umgang mit anderen Menschen, zudem leidet er unter Stottern. Von seiner Mutter weiß er, dass sich sein Vater 1966, als seine Mutter mit ihm schwanger war, dem Friedenscorps anschloss und an Dehydration starb, nachdem er sich in der Sahara verirrt hatte.
Seit 18 Jahren ist er der Wasserträger der Louisiana Cougars, eines erfolgreichen College-Football-Teams. Von den Mitspielern wird er allerdings ständig gehänselt. Trainer Red Beaulieu will seine Spieler dadurch nicht weiter ablenken und feuert ihn.
Seine Mutter ist von der Tatsache, dass er seinen Job verloren hat, erfreut, da er jetzt mehr Zeit mit ihr zu Hause verbringen kann. Um seine Leidenschaft jedoch weiter zu verfolgen, fährt Bobby am nächsten Tag mit seinem fahrbaren Rasenmäher zur South Central Louisiana State University, wo er den neurotischen Coach Klein, Trainer des Footballteams Mud Dogs aufsucht, um sich bei ihm als Wasserträger zu bewerben. Da er keine Bezahlung verlangt, bekommt er den Job und ist von nun an der Wasserträger des schlechtesten Teams der Liga.
Auch hier wird er von Mitspielern gehänselt, Coach Klein rät ihm jedoch, sich das nicht gefallen zu lassen. Bobby, der gleich darauf wieder Schmährufe des Quarterbacks über sich ergehen lassen muss, tackelt diesen nieder. Coach Klein erkennt das Talent von Bobby und möchte es fördern. Zu Beginn gibt es noch Probleme, seine Fähigkeiten abzurufen, doch dann weiß Coach Klein seine aufgestaute Wut über seine jahrelangen Erniedrigungen als Angriffszündstoff für das Tackeln der Gegner zu nutzen. Um für das Collegeteam spielen zu können, muss er auch das College besuchen, was er vor seiner Mutter geheim hält, da diese gegen das College und auch gegen seine Aufnahme im Footballteam ist. Als Vicki Vallencourt auftaucht, eine Bekannte aus Kinderjahren, will seine Mutter auch eine Beziehung der beiden verhindern.
Angetrieben durch Bobby Boucher gewinnen die Mud Dogs ein Spiel nach dem anderen und schaffen den Einzug ins Finale, wo sie ausgerechnet auf die Cougars, Bobbys ehemaliges Team, treffen. Dessen Coach Red Beaulieu findet heraus, dass Bobby niemals auf einer High-School war, sondern nur Hausunterricht von seiner Mutter erhalten hatte. Er hat somit keine Zulassung fürs College und darf damit auch nicht in der Footballmannschaft spielen.
Der Football-Verband NCAA erlaubt Bobby, dennoch am Endspiel teilzunehmen, wenn er den College-Eignungstest nachholt. Jedoch erwischt ihn seine Mutter beim Lernen und es kommt zum Streit. Nachdem er die Prüfung erfolgreich bestanden hat, erfährt er, dass seine Mutter im Krankenhaus liegt. Er bleibt nun die ganze Zeit bei ihr im Krankenhaus. Jedoch ist sie gar nicht krank, sondern wollte damit nur ihren Sohn zurückgewinnen. Als sie einsieht, dass Football Bobbys Leidenschaft ist und er dadurch viele Freunde gewonnen hat, erzählt sie Bobby die Wahrheit und klärt ihn auch über seinen Vater auf, der nicht gestorben ist, sondern sie verlassen hatte.
Inzwischen hat das Finalspiel bereits begonnen und die Cougars liegen vorn. Bobby, seine Mutter und Vicki fahren auf einem Sumpfboot zum Stadion. Als für die Mud Dogs in der Halbzeit bereits alles verloren scheint und alle einsehen, dass Bobby das Herz der Mannschaft ist, kommt er in deren Kabine und gibt neuen Mut – auch Coach Klein, den Red Beaulieu in früheren Jahren eingeschüchtert und durch Stehlen des Taktikbuches den Posten des Trainers der Cougars wegschnappt hatte. Schließlich führen Bobby und Coach Klein die Mud Dogs zum Sieg. Bobby heiratet später Vicki Vallencourt.

## Hintergrund
- Für die Stimme von Adam Sandler wird in der deutschen Synchronisation nicht die für ihn bekannte deutsche Stimme von Dietmar Wunder verwendet, sondern die Stimme von Matthias Knop, welcher zudem in der speziellen Art seiner Kunstfigur Richie spricht. Dies brachte dem Film in zahlreichen Kritiken negative Kommentare ein.
- Regisseur Frank Coraci hat im Film eine Gastrolle als Robert 'Roberto' Boucher senior – der Vater von Bobby.
- Im Film wird behauptet, die Medulla oblongata würde Zorn, Eifersucht und Aggression kontrollieren, tatsächlich kontrolliert sie die Atmung und einige Reflexe.
- Der im Original Captain Insano genannte Wrestler (dargestellt von Paul „The Giant“ Donald Wight, Jr). wird in der deutschen Version Captain Karacho genannt.
- Suzanne Lloyd Hayes, Enkelin von Harold Lloyd, verklagte im Jahr 2000 das Filmstudio, da The Waterboy ein Plagiat des Harold-Lloyd-Films The Freshman (deutscher Filmtitel: Der Sportstudent) von 1925 sei. Die Klage hatte jedoch keinen Erfolg und wurde 2002 abgewiesen.
- Die Dreharbeiten begannen am 19. Januar 1998 und endeten am 21. März 1998. Gedreht wurde hauptsächlich in Florida.
- Die Produktionskosten wurden auf rund 23 Millionen US-Dollar geschätzt. Der Film spielte in den Kinos weltweit rund 186 Millionen US-Dollar ein, davon rund 161 Millionen US-Dollar in den USA und rund 2,9 Millionen US-Dollar in Deutschland.
- Kinostart in den USA war am 6. November 1998, in Deutschland am 15. April 1999.

## Synchronisation
| Rollen                         | Schauspieler          | Synchronsprecher    |
| Robert „Bobby“ Boucher Jr.     | Adam Sandler          | Matze Knop          |
| Helen 'Mama' Boucher           | Kathy Bates           | Regina Lemnitz      |
| Vicki Vallencourt              | Fairuza Balk          | Andreschka Großmann |
| Coach Klein                    | Henry Winkler         | Lutz Mackensy       |
| Coach Red Beaulieu             | Jerry Reed            | Jürgen Kluckert     |
| Derek Wallace                  | Lawrence Gilliard Jr. | Oliver Rohrbeck     |
| Townie                         | Rob Schneider         | unbekannt           |
| Community College Coach        | Tom Nowicki           | Hans Teuscher       |
| Dan Fouts / Stadionsprecher    | Dan Fouts             | Detlef Bierstedt    |
| Chris Fowler / Stadionsprecher | Chris Fowler          | Till Hagen          |
| Rita                           | Jennifer Taylor       | Bianca Krahl        |
| Tony Dodd                      | John Farley           | Tilo Schmitz        |
| Captain Karacho                | Paul Wight            | Helmut Krauss       |
| Walter                         | Allen Covert          | Klaus-Peter Grap    |

Synchronunternehmen: Berliner Synchron
Dialogbuch: Sven Hasper
Dialogregie: Sven Hasper

## Kritiken
- Ernst Corinth schrieb im Dirk Jasper FilmLexikon: „Wer sich von Ballermann 6 geistig überfordert gefühlt hat, der sitzt bei Waterboy im richtigen Kino. […] Den Rest besorgt eine Synchronisation, die so schlimm ist, dass es wirklich schlimmer nimmer geht. […] Wer bis zum Schluß dieses Films tatsächlich durchhält und danach lesen muß, dass dieses humoristische Fiasko in den USA ein großer Publikumserfolg gewesen ist, der sieht das ferne Land plötzlich mit ganz anderen Augen.“[1]
- Lexikon des Internationalen Films: „Eine ebenso geist- wie witzlose Komödie, deren Komik vor allem auf der Überspitzung von stereotypen Vorstellungen über die Einwohner der amerikanischen Südstaaten beruht.“[2]
- Hermann Withalm meinte: „An dieser unglücklichen Mischung aus Forrest Gump und diversen Sportfilmen ist eigentlich rein gar nichts lustig. […] Einziger Lichtblick: Kathy Bates, die mit ihrem interessanten Louisiana Akzent, [sic] das eine oder andere Schmunzeln erzielt (wirkt allerdings auch nur in der Original-Fassung. Die deutsche Synchronisation ist absolut unhörbar!).“[3]
- Flemming Schock schrieb: „Dialogischer Witz ist in weiter Ferne und die schauspielerischen Darbietungen eigentlich nicht erwähnenswert. Trotzdem Adam Sandler nichts anderes zu tun hat, als chronisch nervtötend zu stottern, unverständlich dämliche Grimassen zu ziehen, Gegner und Niveau in den Boden zu rammen und abscheuliche Anzüge zu tragen, bleibt seine Gesamtdarstellung noch irgendwo mitleiderregend-niedlich, hat also den ‚Forrest Gump-Faktor‘. Jedoch wäre das Gesamtergebnis ohne die brillierende Kathy Bates als gigantischer 'Mutterurtypus' sofort sang- und klanglos abgesoffen.“[4]

## Auszeichnungen
- Adam Sandler wurde für den Negativpreis Goldene Himbeere 1999 als Schlechtester Schauspieler nominiert.
- Bei den MTV Movie Awards 1999 gewann Adam Sandler in der Kategorie Beste komödiantische Darstellung und war in der Kategorie Beste männliche Darstellung nominiert.
- Bei der Vergabe der Kids’ Choice Awards 1999 erhielt Adam Sandler einen Preis als Beliebtester Film-Schauspieler und der Film war in der Kategorie Beliebtester Film nominiert.
- Bei den BMI Film & TV Awards 1999 gewann Alan Pasqua einen Preis für die Filmmusik.